# Olzai
Olzai (sardisk: Ortzài, Orthài) er en by og en kommune (comune) i provinsen Nuoro i regionen Sardinien i Italien. Byen ligger i 474 meters højde og har 880 indbyggere (2016). Kommunen har et areal på 69,82 km² og grænser til kommunerne Austis, Nughedu Santa Vittoria, Ollolai, Ottana, Sarule, Sedilo, Sorradile og Teti.